# مؤسسه عالی ژنو

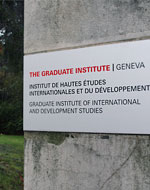
مؤسسه عالی ژنو

مؤسسه عالی ژنو (به انگلیسی: Graduate Institute Geneva) یا مؤسسه مطالعات عالی توسعه‌ای و بین‌المللی (به انگلیسی: Graduate Institute of International and Development Studies) یک دانشگاه تحصیلات تکمیلی در ژنو سوئیس است. این مؤسسه یکی از برجسته‌ترین مؤسسات اروپا در حلقه‌های حرفه‌ای و آکادمیک به حساب می‌آید و چندین سفیر، وزیر امور خارجه، رئیس‌جمهور، یک دبیر کل سازمان ملل (کوفی عنان)، هفت برنده جایزه نوبل و یک برنده جایزه پولیتزر از جمله دانش‌آموختگان آن هستند.